# Marrucheti
Marrucheti est une frazione de la commune de Campagnatico, province de Grosseto, en Toscane, Italie. Au moment du recensement de 2001 sa population était de 90 habitants.

## Histoire
Le nom provient de la marruca (Paliurus spina-christi), arbuste épineux très présent sur le territoire. Marrucheti était en une position stratégique importante dans le haut Moyen Âge, car il était sur la route qui reliait Campagnatico avec Grosseto. Avec le déplacement de la principale route d'accès à le mer dans Batignano, construit par les Siennois en fin du Moyen Âge, le territoire de Marrucheti a commencé son déclin et le dépeuplement progressif. Le village moderne a été fondé dans les années1920 dans un lieu appelé Campino, avec la construction d'une école (la Casetta Manini) et une église paroissiale.

## Monuments
Sur la place centrale du village se dresse l'église Santa Maria Ausiliatrice, église paroissiale construite en 1947. Près du village se trouve le château de Stertignano.